# Марквард фон Бухвалд
Марквард фон Бухвалд (на немски: Marquard von Buchwald; von Bockwolde; * ок. 1480; † 1545) е благородник от род фон Бухвалд от Холщайн, Мекленбург и Дания, господар в Кнооп и Зирхаген в Шлезвиг-Холщайн.
Той е син на Дитлев фон Бухвалд († 1500), господар в Кнооп, Зирхаген, Фалдт и Дитмарксен, и съпругата му Катрина. Внук е на Дитлев Бухвалд († ок. 1487) и Магдалена Хумерсбютел († 1501).
Брат е на Ото фон Бухвалд († 1546), господар в Мугесфелде и Вензин, Катарина фон Бухвалд († сл. 1542), омъжена за Клаус фон Рантцау († 1542), господар в Ашеберг (1502), и Ермегард фон Бухвалд, омъжена за Зиферт Ратлоу († 1500).
На 14 март 1525 г. Хамбург, Любек и датският крал Фредерик I се разбират да финансират заедно строежа на „Алстер-Бесте-Канал“. Марквард фон Бухвалд протестира в съда, понеже каналът трябва да мине през земите му и смята, че ще му се ограничават правата на Елба и ще намалеят доходите му от митата.
Клонове на фамилията фон Бухвалд съществуват до днес.

## Фамилия
Марквард фон Бухвалд се жени за Маргарета Щаке († 1545), дъщеря на Оте Щаке, господар на Форгард и Ритцерау († пр. 1468) и Анна Ритцерау. Те имат два сина:
- Дитлев фон Бухвалд (* ок. 1520; † 1590), господар в Кнооп и Зирхаген, женен за Елизабет фон Алефелдт (* 1517, Вестензее), дъщеря на граф Годзке фон Алефелдт († 1545) и Маргарета Зеещед (* ок. 1484); имат 3 дъщери
- Яспер фон Бухвалд (* ок. 1528; † 24 февруари 1587), господар на Кнооп и Борстел, женен сл. 1545 г. за Анна фон Рантцау († 2 октомври 1595), дъщеря на Кай фон Рантцау († сл. 1560) и Ида фон Бломе; имат 7 деца, 4 сина и 3 дъщери